# اسپیک (قزوین)
اسپیک یک روستا در ایران است که در دهستان رامند جنوبی واقع شده‌است. اسپیک ۲۴۲ نفر جمعیت دارد.